# Гуарани (Минас-Жерайс)
Гуарани (порт. Guarani) — муниципалитет в Бразилии, входит в штат Минас-Жерайс. Составная часть мезорегиона Зона-да-Мата. Входит в экономико-статистический микрорегион Уба. Население составляет 8870 человек на 2006 год. Занимает площадь 264,837 км². Плотность населения — 33,5 чел./км².

## История
Город основан 25 марта 1914 года. 

## Статистика
- Валовой внутренний продукт на 2003 год составляет 36 909 661,00 реалов (данные: Бразильский институт географии и статистики).
- Валовой внутренний продукт на душу населения на 2003 год составляет 4237,62 реалов (данные: Бразильский институт географии и статистики).
- Индекс развития человеческого потенциала на 2000 год составляет 0,759 (данные: Программа развития ООН).